# Абул-Касимова Ханджара Насирівна
Ханджара Насирівна Абу́л-Каси́мова (8 лютого 1934, Ташкент — 14 липня 2021) — радянський кінознавець, кандидат мистецтвознавства з 1963 року.

## Біографія
Народилася 8 лютого 1934 року в Ташкенті. 1958 року закінчила філологічний факультет Ленінградського державного університету імені Жданова. У 1959—1962 роках вчилася в аспірантурі при Інституті історії мистецтв Міністерства культури СРСР в Москві, захистила дисертацію на тему «Становлення кінематографії в Узбецькій РСР», має вчений ступінь кандидата мистецтвознавства. Член КПРС з 1970 року.
Працювала старшим лаборантом Інституту мови і літератури Академії наук Узбецької РСР. З 1962 року — старший науковий співробітник Інституту мистецтвознавства імені Хамзи Міністерства культури Узбецької РСР.
Секретар правління Спілки кінематографістів Узбекистану. Часто виступала в узбецькій пресі і по телебаченню зі статтями про кіномистецтво.

## Книги
Книги присвячені історії узбецького кіно і творчості його майстрів. Серед них:
- «Рождение узбекского кино». Ташкент (1965);
- «Наби Ганиев». Ташкент (1969);
- «Известный режиссер» (1971);
- «Юлдаш Агзамов». Ташкент (1972);
- «Шухрат Аббасов». Ташкент (1976) та інших.

Автор глав про узбецьке кіно в багатотомному виданні «Советское кино» (томи I, II, III, IV).